# Bernhard Strater
Bernhard Strater – niemiecki brydżysta, European Master oraz European Champion w kategorii Seniors (EBL).

## Wyniki brydżowe

### Olimpiady
| Olimpiady brydżowe. Zawody teamów | Olimpiady brydżowe. Zawody teamów | Olimpiady brydżowe. Zawody teamów | Olimpiady brydżowe. Zawody teamów | Olimpiady brydżowe. Zawody teamów | Olimpiady brydżowe. Zawody teamów |
| Rok                               | Miejsce                           | Zawody                            | Kategoria                         | Drużyna                           | Pozycja                           |
| --------------------------------- | --------------------------------- | --------------------------------- | --------------------------------- | --------------------------------- | --------------------------------- |
| 2012                              | Lille                             | 2. Olimpiada Sportów Umysłowych   | Seniorzy                          | Germany                           | 9                                 |
| 2008                              | Pekin                             | 1. Olimpiada Sportów Umysłowych   | Seniorzy                          | Germany                           | 9                                 |

### Zawody światowe
| Mistrzostwa Świata. Konkurencja teamów | Mistrzostwa Świata. Konkurencja teamów | Mistrzostwa Świata. Konkurencja teamów | Mistrzostwa Świata. Konkurencja teamów | Mistrzostwa Świata. Konkurencja teamów | Mistrzostwa Świata. Konkurencja teamów |
| Rok                                    | Miejsce                                | Zawody                                 | Kategoria                              | Drużyna                                | Pozycja                                |
| -------------------------------------- | -------------------------------------- | -------------------------------------- | -------------------------------------- | -------------------------------------- | -------------------------------------- |
| 2013                                   | Nusa Dua                               | 41. Mistrzostwa Świata Teamów          | Seniorzy                               | Germany                                | 1                                      |
| 2011                                   | Veldhoven                              | 40. Mistrzostwa Świata Teamów          | Seniorzy                               | Germany                                | 5                                      |
| 2007                                   | Szanghaj                               | 38. Mistrzostwa Świata Teamów          | Trans                                  | Germany Seniors 1                      | 65                                     |
| 2007                                   | Szanghaj                               | 38. Mistrzostwa Świata Teamów          | Seniorzy                               | Germany                                | 17                                     |
| 2006                                   | Werona                                 | 12. Mistrzostwa Świata                 | Seniorzy                               | Humburg                                | 24                                     |
| 2005                                   | Estoril                                | 37. Mistrzostwa Świata Teamów          | Trans                                  | Germany                                | 96                                     |
| 2005                                   | Estoril                                | 37. Mistrzostwa Świata Teamów          | Seniorzy                               | Germany                                | 13                                     |

| Mistrzostwa Świata. Konkurencja par | Mistrzostwa Świata. Konkurencja par | Mistrzostwa Świata. Konkurencja par | Mistrzostwa Świata. Konkurencja par | Mistrzostwa Świata. Konkurencja par | Mistrzostwa Świata. Konkurencja par |
| Rok                                 | Miejsce                             | Zawody                              | Kategoria                           | Partner                             | Pozycja                             |
| ----------------------------------- | ----------------------------------- | ----------------------------------- | ----------------------------------- | ----------------------------------- | ----------------------------------- |
| 2006                                | Werona                              | 12. Mistrzostwa Świata              | Seniorzy                            | Ulrich Kratz                        | 10                                  |

### Zawody europejskie
| Zawody europejskie. Konkurencja teamów | Zawody europejskie. Konkurencja teamów | Zawody europejskie. Konkurencja teamów | Zawody europejskie. Konkurencja teamów | Zawody europejskie. Konkurencja teamów | Zawody europejskie. Konkurencja teamów |
| Rok                                    | Miejsce                                | Zawody                                 | Kategoria                              | Drużyna                                | Pozycja                                |
| -------------------------------------- | -------------------------------------- | -------------------------------------- | -------------------------------------- | -------------------------------------- | -------------------------------------- |
| 2012                                   | Dublin                                 | 51. Mistrzostwa Europy Teamów          | Seniorzy                               | Germany                                | 5                                      |
| 2010                                   | Ostenda                                | 50. Mistrzostwa Europy Teamów          | Seniorzy                               | Germany                                | 5                                      |
| 2009                                   | San Remo                               | 4 Otwarte Mistrzostwa Europy           | Seniorzy                               | Germany 1                              | 9                                      |
| 2008                                   | Pau                                    | 49 Mistrzostwa Europy Teamów           | Seniorzy                               | Germany                                | 14                                     |
| 2006                                   | Warszawa                               | 48. Mistrzostwa Europy Teamów          | Seniorzy                               | Germany                                | 1                                      |
| 2004                                   | Malmö                                  | 47. Mistrzostwa Europy Teamów          | Seniorzy                               | Germany                                | 4                                      |

| Zawody europejskie. Konkurencja par | Zawody europejskie. Konkurencja par | Zawody europejskie. Konkurencja par | Zawody europejskie. Konkurencja par | Zawody europejskie. Konkurencja par | Zawody europejskie. Konkurencja par |
| Rok                                 | Miejsce                             | Zawody                              | Kategoria                           | Partner                             | Pozycja                             |
| ----------------------------------- | ----------------------------------- | ----------------------------------- | ----------------------------------- | ----------------------------------- | ----------------------------------- |
| 2009                                | San Remo                            | 4 Otwarte Mistrzostwa Europy        | Seniorzy                            | Ulrich Kratz                        | 23                                  |
| 1998                                | Akwizgran                           | 5 Mistrzostwa Europy Mikstów        | Mikst                               | - Arlinghaus                        | 137                                 |